# Anabarhynchus hayakawai
Anabarhynchus hayakawai är en tvåvingeart som beskrevs av Lyneborg 1992. Anabarhynchus hayakawai ingår i släktet Anabarhynchus och familjen stilettflugor. Inga underarter finns listade i Catalogue of Life.